# Bipyramide

Diamant d'ordre six

En géométrie, un diamant ou bipyramide, ou encore dipyramide, est un polyèdre constitué de deux pyramides accolées sur une même base.
L'ordre du diamant est l'ordre du polygone de la base. C'est aussi l'ordre du sommet de chaque pyramide.
Il existe un unique diamant qui soit un polyèdre régulier : l'octaèdre régulier.
Cependant, pour chaque ordre, il existe une infinité de diamants dont toutes les faces sont des triangles isocèles isométriques et la base un polygone régulier.
Si l'on demande que de plus les faces soient équilatérales, les ordres possibles ne sont plus que : ordre trois, quatre ou cinq. On obtient :
- le diamant triangulaire
- l'octaèdre régulier
- le diamant pentagonal

Un diamant est le dual d'un prisme semi-régulier.